# (523721) 2014 LR28
(523721) 2014 LR28 est un objet transneptunien faisant partie des cubewanos. 

## Caractéristiques
(523721) 2014 LR28 mesure probablement environ 250 km de diamètre.